# Сап
Сап (англ. glanders, лат. malleus) — інфекційне захворювання зоонозної природи з контактним механізмом передачі інфекції, яке перебігає за типом септикопіємії у гострій або хронічній формі, проявляється гарячкою, утворенням виразок, численних абсцесів у різних тканинах і органах. У людей сап вперше описав французький науковець П'єр Рейе.
Збудника сапу віднесено до тих біологічних агентів, які офіційно визнано чинниками біологічної зброї.

## Етіологія
Збудник Burkholderia mallei (раніше Pseudomonas mallei) — пряма із заокругленими кінцями нерухома бактерія. У мазках з патологічного матеріалу та поживних середовищ має вигляд недовгих ланцюжків чи ниток. Спор і капсул не утворює, добре забарвлюється усіма аніліновими фарбниками, за Грамом — негативно. У препаратах, забарвлених синькою Леффлера або за Романовським—Гімзою, добре виявляється зернистість внутрішньої структури бактерії. Росте на звичайних поживних середовищах з додаванням гліцерину, зокрема на гліцеринізованій картоплі, де збудник утворює слизові колонії брунатно-жовтого або буро-коричневого відтінку. Стійкість збудника невелика: у воді та гниючих матеріалах бактерії зберігаються до 30 діб, у висушених носових виділеннях — до 15 діб, у сечі — 4 години. Сонячні промені руйнують бактерії через 24 години, нагрівання до 80 °C — через 5 хвилин.
Дезінфекційні засоби надійно інактивують збудника сапу.
Детальніші відомості з цієї теми ви можете знайти в статті Burkholderia mallei.

## Епідеміологічні особливості
Джерелом інфекції є хворі коні, мули, віслюки, верблюди.
Механізм передачі інфекції контактний, внаслідок прямого попадання гною або слизу від хворої тварини на ушкоджену шкіру або слизову оболонку. Можливе зараження й аліментарним шляхом через інфіковану воду та, рідше, аерогенно в лабораторних умовах, але при цьому збудник потрапляє через мікроскопічні пошкодження слизових оболонок верхніх відділів травного або респіраторного тракту.
Найчастіше зараження носить професійний характер в осіб, пов'язаних з доглядом і лікуванням хворих тварин. Зараження від людини спостерігається рідко. Сприйнятливість людей до сапу дуже висока. Імунітет не напружений і нетривалий. Захворювання трапляється рідко. Воно характерне для певної частини Африки і Середнього Сходу.

## Патогенез
Вхідні ворота інфекції — ушкоджена шкіра, слизова оболонка носа, дихальних шляхів, очей, рідше — шлунково-кишкового тракту. У місці проникнення виникають гранульоми, що містять збудники сапу. Вони з лімфою і кров'ю розносяться по організму з утворенням у різних органах і тканинах вторинних гранульом, які складаються з епітеліоїдних клітин і нейтрофілів. Процес набуває характеру септикопіємії. Утворюються дрібні абсцеси в легенях, часто розвивається зливна абсцедуюча пневмонія, гнійний остеомієліт, артрит, з'являються пустульозний висип і виразки на шкірі та слизових оболонках, абсцеси м'язів. Виявляються множинні дрібні абсцеси в печінці, селезінці, іноді — в нирках, яєчниках. У деяких випадках запалення набуває геморагічно-гнійного характеру. Якщо перебіг сапу хронічний, переважають проліферативні процеси, утворюються абсцеси у внутрішніх органах, виникають пневмосклероз, поліартрит, бронхоектази, можливий розвиток гнійного менінгіту, тромбозу мозкових судин.

## Клінічні прояви
Інкубаційний період сапу триває 2–6 днів, рідше — до 2–3 тижнів. Клінічно виділяють гостру і хронічну форму сапу.

### Гострий сап
Температура тіла з ознобом підвищується до 38–40 °C, гарячка з великими добовими коливаннями як при сепсисі. Хворих турбує головний біль, міальгії і артралгії. У місці проникнення збудника в шкіру утворюється первинний афект, який спочатку являє собою папулу, оточену зоною почервоніння. Згодом папула перетворюється на геморагічну пустулу, а за 2–3 дні — у виразку з підритими краями та «сальним» дном. Нерідко розвивається регіонарний лімфаденіт, лімфангіт.
На 4–8-й день температура тіла знову підвищується, на шкірі, слизовій оболонці носа, порожнини рота, кон'юнктиві з'являються, множинні папули з наступним їх перетворенням у геморагічні пухирці, пустули, виразки. З носа виділяється слизисто-гнійна або сукровична рідина. Утворюються абсцеси в м'язах (особливо литкових), нориці з виділенням зеленуватого тягучого гною, розвиваються гнійні артрити. При ураженні легень з'являються біль у грудній клітці, кашель з виділенням слизисто-кров'янистого або гнійного харкотиння, ціаноз губ, задишка. Розвивається зливна плевропневмонія. Тони серця глухі, тахікардія, артеріальний тиск знижується, можливий розвиток колапсу. Селезінка помітно
збільшується, печінка збільшується не завжди. Через 1–4 тижні настає смерть.

### Хронічний сап
Характеризується повільним розвитком хвороби з чергуванням ремісій і загострень. Перебіг за типом хроніосепсису. Триває від кількох місяців до 2–3 років і в половині випадків призводить до смерті. Перебіг може бути у вигляді шкірної, легеневої і носової форм.
- При найчастішій шкірній формі на шкірі з'являються геморагічно-гнійні пустули, виразки, які зливаються, утворюючи великі виразкові поверхні з гнійним секретом, з подальшим рубцюванням. У м'язах та внутрішніх органах утворюються абсцеси.
- Легенева форма хронічного сапу характеризується гарячкою, виникненням зливної, повзучої пневмонії, часто плевропневмонії з утворенням множинних абсцесів, бронхоектазів з розвитком пневмосклерозу.
- У випадку первинної носової форми сапу на слизовій оболонці носа з'являються пустули, глибокі виразки, які поширюються на слизову оболонку глотки, гортані, трахеї. Виділення з носа — слизисто-гнійно-кров'янисті.

Якщо діагноз поставлено пізно — летальність вкрай висока.

## Діагностика
У загальному аналізі крові виявляється нейтрофільний лейкоцитоз, ШОЕ підвищена.
При діагностиці сапу враховують епідеміологічні дані: контакт з хворими тваринами або, рідше, хворою людиною. З клінічних проявів інформативним є поява виражених запальних змін у ділянці вхідних воріт інфекції. Для підтвердження діагнозу необхідно бактеріологічне виділення збудника, його проводять з шкірних виразок, слизової оболонки носа, пустул, харкотиння, крові, пунктатів абсцесів.
Використовують також ПЛР. З серологічних методів дослідження застосовують РА, РПГА, РЗК, яка є найбільш чутливою. Дослідження проводять у динаміці методом парних сироваток.
Важливим методом діагностики є шкірна алергічна проба. Внутрішньошкірно або нашкірно вводять алерген малеїн. Результати визначають через 24–48 годин. Проба стає позитивною після 10–15-го дня хвороби.
Проводять біологічну пробу на морських свинках (самцях), хом'яках і котах. Досліджуваний матеріал вводять підшкірно або внутрішньоочеревинно. Через 2–3 дні у піддослідного самця розвивається гнійний орхіт (феномен Штрауса).

## Лікування
Для етіотропного лікування призначаються антимікробні препарати — сульфаніламіди (сульфаметоксазол/триметоприм) окремо або в комбінації з препаратами пеніцилінової групи (переважно захищені амінопеніциліни), аміноглікозидами. Показані вітамінотерапія, переливання кровозамінників, детоксикаційні засоби. Виконується хірургічне дренування абсцесів. При септичній формі сапу необхідні заходи інтенсивної терапії, спрямовані на підтримку функції життєво важливих органів. Лікування легких випадків сапу триває не менше 30 днів, тяжких — триваліше.

## Профілактика
Специфічна профілактика не розроблена. Обов'язковою є ізоляція хворого в інфекційний стаціонар. Люди, які були в контакті з хворим, підлягають карантину протягом 21 дня, їм проводять екстрену профілактику сульфаметоксазолом/ триметопримом протягом 5 днів. Важливим є раннє виявлення хворих тварин і ветеринарний нагляд за ними з проведенням кон'юнктивальної малеїнової проби, суворе дотримання правил особистого захисту під час догляду за підозрілими тваринами з позитивною реакцією на малеїн, ношення масок, комбінезонів, рукавичок, окулярів-консервів, постійна дезінфекція місць перебування заражених тварин.